# Europese kampioenschappen kunstschaatsen 1895
De Europese Kampioenschappen kunstschaatsen is een jaarlijks terugkerend evenement dat georganiseerd wordt door de Internationale Schaatsunie.
Het vijfde EK kunstschaatsen voor de mannen werd op 26 januari 1895 gehouden op de ijsbaan Városligeti Müjégpálya in het stadspark van Boedapest, Hongarije, toen nog onderdeel van de dubbelmonarchie Oostenrijk-Hongarije. Alleen de verplichte kür werd geschaatst.

## Historie
De Duitse en Oostenrijkse schaatsbond, verenigd in de "Deutscher und Österreichischer Eislaufverband", organiseerden zowel het eerste EK Schaatsen voor mannen als het eerste EK Kunstschaatsen voor mannen in 1891 in Hamburg, in toen nog het Duitse Keizerrijk, nog voor het ISU in 1892 werd opgericht. De internationale schaatsbond nam in 1892 de organisatie van het EK kunstschaatsen over. In 1895 werd besloten voortaan het WK kunstschaatsen te organiseren en kwam het EK te vervallen. In 1898, na twee jaar onderbreking, vond toch weer een herstart plaats van het EK kunstschaatsen.
De vrouwen en paren zouden vanaf 1930 jaarlijks om de Europese titel strijden. De ijsdansers streden vanaf 1954 om de Europese titel in het kunstschaatsen.

## Deelname
Er namen vier mannen uit drie landen deel aan dit kampioenschap.
De Hongaar Tibor von Földváry had ook in 1892, 1893 en 1894 deelgenomen. Gustav Hügel had ook in 1892 en 1894 deelgenomen. Voor Gilbert Fuchs was het de eerste keer dat hij deelnam en voor Arthur Dezso was het zijn enige deelname.
| Hongarije (2) Duitse Keizerrijk (1) Oostenrijk (1) |

## Medaille verdeling
De Hongaar Tibor von Földváry veroverde de Europese titel, het was zijn derde zijn medaille, in 1892 werd hij tweede en in 1894 derde. Het was de eerste Europese titel in het kunstschaatsen voor Hongarije. Gustav Hügel werd net als in 1894 tweede, het was ook zijn tweede medaille. Debutant Gilbert Fuchs veroverde de derde plaats.
| Discipline | Goud               | Zilver       | Brons         |
| ---------- | ------------------ | ------------ | ------------- |
| Mannen     | Tibor von Földváry | Gustav Hügel | Gilbert Fuchs |

## Uitslagen

### Mannen
pc/5 = plaatsingcijfer van 5 juryleden 
| Goud   | Tibor von Földváry (4) | Vlag van Hongarije (1874-1896) | 6      |
| Zilver | Gustav Hügel (3)       |                                | 11     |
| Brons  | Gilbert Fuchs          | Vlag van Duitse Keizerrijk     | 13     |
| -      | Arthur Dezso           | Vlag van Hongarije (1874-1896) | t.z.t. |

Medaillewinnaars

Mannen · 
Vrouwen ·
Paren · 
IJsdansen

Toernooi

1891 · 
1892 · 
1893 · 
1894 · 
1895 · 
1896-1897 · 
1898 · 
1899 · 
1900 · 
1901 · 
1902-1903 · 
1904 · 
1905 · 
1906 · 
1907 · 
1908 · 
1909 · 
1910 · 
1911 · 
1912 · 
1913 · 
1914 · 
1915-1921 · 
1922 · 
1923 · 
1924 · 
1925 · 
1926 · 
1927 · 
1928 · 
1929 · 
1930 · 
1931 · 
1932 · 
1933 · 
1934 · 
1935 · 
1936 · 
1937 · 
1938 · 
1939 ·
1940-1946 · 
1947 · 
1948 · 
1949 · 
1950 · 
1951 · 
1952 · 
1953 · 
1954 · 
1955 · 
1956 · 
1957 · 
1958 · 
1959 · 
1960 · 
1961 · 
1962 · 
1963 · 
1964 · 
1965 · 
1966 · 
1967 · 
1968 · 
1969 · 
1970 · 
1971 · 
1972 · 
1973 · 
1974 · 
1975 · 
1976 · 
1977 · 
1978 · 
1979 · 
1980 · 
1981 · 
1982 · 
1983 · 
1984 · 
1985 · 
1986 · 
1987 · 
1988 · 
1989 · 
1990 · 
1991 · 
1992 · 
1993 · 
1994 · 
1995 ·
1996 · 
1997 · 
1998 · 
1999 · 
2000 · 
2001 · 
2002 · 
2003 · 
2004 · 
2005 · 
2006 ·
2007 ·
2008 ·
2009 ·
2010 ·
2011 ·
2012 ·
2013 ·
2014 ·
2015 ·
2016 ·
2017 ·
2018 ·
2019 ·
2020 ·
2021 · 
2022 · 
2023 · 
2024 · 
2025

WK kunstschaatsen ·
WK kunstschaatsen junioren ·
Viercontinentenkampioenschap ·
Olympische Spelen